# Thập niên 2120
Thập niên 2120 hay thập kỷ 2120 chỉ đến những năm từ 2120 đến 2129, kể cả hai năm đó. Không chính thức, nó cũng có thể bao gồm vài năm vào cuối thập niên 2110 hay vào đầu thập niên 2130. Đây là thập kỷ thứ ba của thế kỷ 22.